# Comune (sociologia)
Una comune è una comunità nella quale si vive secondo principi collettivistici (tra cui, di solito, è contemplata anche la proprietà collettiva), fondata sulla base di ideali condivisi e affinità ideologiche. Esempi di comune sono il kibbutz (forma associativa di lavoratori dello stato di Israele, su base volontaria) e le comunità hutterite.

## Altrecomunità
Il pittore tedesco e simbolista Karl Wilhelm Diefenbach, all'inizio del Novecento, insieme ad un gruppo di amici pittori, fondò sull'Isola di Capri una comune. È stato un pioniere del nudismo e del movimento pacifista. Sull'analisi di questa esperienza, così fuori dal comune, il regista Mario Martone ha ricavato il film Capri-Revolution, presentato in concorso alla 75ª Mostra internazionale d'arte cinematografica di Venezia (2018).
A Monte Verità, una collina sopra Ascona, nel Canton Ticino (Svizzera), nel primo decennio del Novecento fu realizzata una comunità eterogenea di utopisti, che erano vegetariani, naturisti, teosofi. È considerata una antesignana dei movimenti alternativi.
Tra le comuni più note c'è Auroville, in India.